# Michoacán
Michoacánⓘ (Michoacán de Ocampo) [mitʃoaˈkan de oˈkampo] – stan w południowo-zachodnim Meksyku. Graniczy ze stanami: Colima i Jalisco (na zachodzie), Guanajuato i Querétaro (na północy), Meksyk (na wschodzie), Guerrero (południowym wschodzie) oraz z Oceanem Spokojnym na południu.

## Nazwa
Nazwę Michhuacan („miejsce tych, którzy mają ryby”) nadali krajowi Aztekowie, którzy jego mieszkańców (Tarasków) nazwali Michhuaque – „posiadaczami ryb”.

## Podział administracyjny
Michoacán dzieli się na 113 gmin (hiszp. municipios).

## Historia
Nie wiadomo, czy Olmekowie zamieszkiwali region obecnego stanu Michoacán, natomiast zaznaczył się wpływ ich kultury już przed 200 p.n.e. Ludy Keczua przybyły tutaj ok. 500 n.e. i zdobyły przewagę nad innymi grupami indiańskimi. Swoją stolicą uczynili Páztcuaro – jedno z najstarszych miast indiańskich w Meksyku. Później doszło do powstania silnego państwa Purépecha (Tarasków), które władało dużym obszarem z ośrodkiem w Tzintzuntzán. Cywilizacja ta toczyła walki z imperium Azteków na długo przed przybyciem Hiszpanów.
Jeden z władców o imieniu Zuuangua pokonał armię aztecką, dowodzoną przez Montezumę II. Dzięki temu udało mu się zachować niezależność i wzmocnić swoją władzę.
Hernán Cortés przybył do regionu w 1519. Zuuangua pozostał neutralny wobec walk hiszpańsko-azteckich, jednakże zmarł niedługo po przybyciu Hiszpanów na przywiezioną przez nich czarną ospę. Po jego śmierci rozpadło się także jego państwo, które zostało podbite przez konkwistadorów.
W 1533 Vasco de Quiroga rozpoczął akcję nawracania miejscowych Indian. W 1538 otrzymał stanowisko biskupa Michoacánu. W 1541 założone zostaje miasto Morelia. Okres kolonialny cechował się głównie rozwojem działalności rolniczej. Region nawiedzały często klęski żywiołowe w postaci erupcji wulkanicznych.
Po wybuchu walk o niepodległość w 1810, przywódca powstańców – Miguel Hidalgo y Costilla wkroczył do Morelii, nie napotykając przy tym na żaden opór ze strony wojsk rojalistycznych, które opuściły miasto kilka dni wcześniej. Podczas rządów powstańców ogłoszono między innymi zniesienie niewolnictwa. W 1811 po przegranej rebeliantów z rojalistami pod mostem Calderón Michoacán znowu wrócił pod panowanie hiszpańskie. Dopiero w 1821 po ostatecznej przegranej wojsk kolonialnych Michoacán stał się jedną z części federalnego Meksyku.   
Pierwsza połowa XIX wieku cechowała się dużą niestabilnością polityczną. Kolejno stronnictwa liberałów i konserwatystów zdobywały władzę a następnie ją traciły. Dopiero dyktatura Porfirio Diaza (koniec XIX w.) przyniosła okres względnego spokoju i rozwoju gospodarczego. W 1910 Diaz został obalony, a Michoacán stało się jednym z głównych terenów, na których podczas rewolucji meksykańskiej toczyły się walki o władzę. Rejon ten stał się również jednym z ważniejszych ośrodków walki chłopów o ziemię i o reformę rolną. Z Michoacán wywodziło się wielu prominentnych polityków. Jednym z nich był Lázaro Cárdenas, który w 1934 roku został prezydentem kraju. Za jego rządów pomiędzy chłopów rozdzielono część ziemi obszarniczej, przeprowadzono również nacjonalizację firm zagranicznych zajmujących się wydobyciem meksykańskiej ropy. Rządy Cárdenasa oprócz pozytywnych stron przyczyniły się również do utrwalenia autorytarnych rządów partii PRI, która zgodziła się na demokratyzację życia politycznego dopiero pod koniec XX w.

## Warunki geograficzne i klimatyczne
Przez stan przechodzą dwa pasma górskie: Sierra del Sur i Kordyliera Wulkaniczna. Znajduje się tu ponad 80 wulkanów. Z ważniejszych należy wymienić: Pico de Tancítaro (3842 m n.p.m.), Patamban (3750 m n.p.m.) i Paricutín (2775 m n.p.m.). Północna część stanu jest w większości równinna, znajdują się tu doliny Maravatío i Zamora. Przy granicy z Jalisco leży jezioro Chapala, który jest największym akwenem śródlądowym Meksyku (zajmuje powierzchnię 1686 km²). Występują również inne jeziora, takie jak chociażby: Cuitzeo, Pátzcuaro i Zirahuén. Na północy przepływa rzeka Lerma, która rozpoczyna swój bieg w stanie Meksyk. Inne rzeki wpadające do Lermy to: Angulo i Duero. Przy granicy ze stanem Guerrero przepływa rzeka Balsas.
Na wybrzeżu panuje klimat tropikalny ze średnimi temperaturami sięgającymi do +28 °C. W środkowej części panuje łagodniejszy klimat, średnia temperatura wynosi tu +22 °C. W wyżej położonych rejonach temperatury mogą spadać poniżej 0 °C. Opady sięgają od 640 do 1620 mm.
Występują tu liczne odmiany drzew, na które składają się lasy dębowe, cedrowe i sosnowe. W zachodnich i wschodnich regionach można spotkać drzewa mango. Do pospolitych zwierząt zaliczają się kojoty, skunksy, wiewiórki i rysie. Wody zamieszkują rekiny, wieloryby i morświny.

## Gospodarka
Sektor finansowy zajmuje najważniejszą pozycję w gospodarce stanu (ok. 20%), na drugim miejscu są usługi (18%) później rolnictwo i handel (po 17%), przemysł (14%), transport (8%), budownictwo (5%) i górnictwo (1%). 
Najważniejszą gałęzią przemysłu jest przetwórstwo ropy naftowej oraz produkcja stali. Znajduje się tu m.in. największa huta w całej Ameryce Łacińskiej.
Michoacán jest największym producentem awokado w całym Meksyku. Oprócz tego uprawia się tu m.in. cytrusy, sezam, sorgo, trzcinę cukrową, kukurydzę i pszenicę. Hoduje się trzodę chlewną oraz bydło mięsne. Michoacán słynie też jako producent mleka i miodu. Poławia się: ostrygi i żółwie.
Stan jest jednym z największych producentów drewna w Meksyku. Dawniej górnictwo odgrywało ważną rolę w gospodarce stanu. W dalszym ciągu wydobywa się tu rudę żelaza, złoto, cynk i miedź.

## Turystyka
Główną atrakcją turystyczną stanu pozostaje Morelia, która słynie ze swojej kolonialnej zabudowy oraz łagodnego klimatu.
Na uwagę zasługuje „najmłodszy” wulkan Paricutín, który powstał w 1943 r.

## Galeria

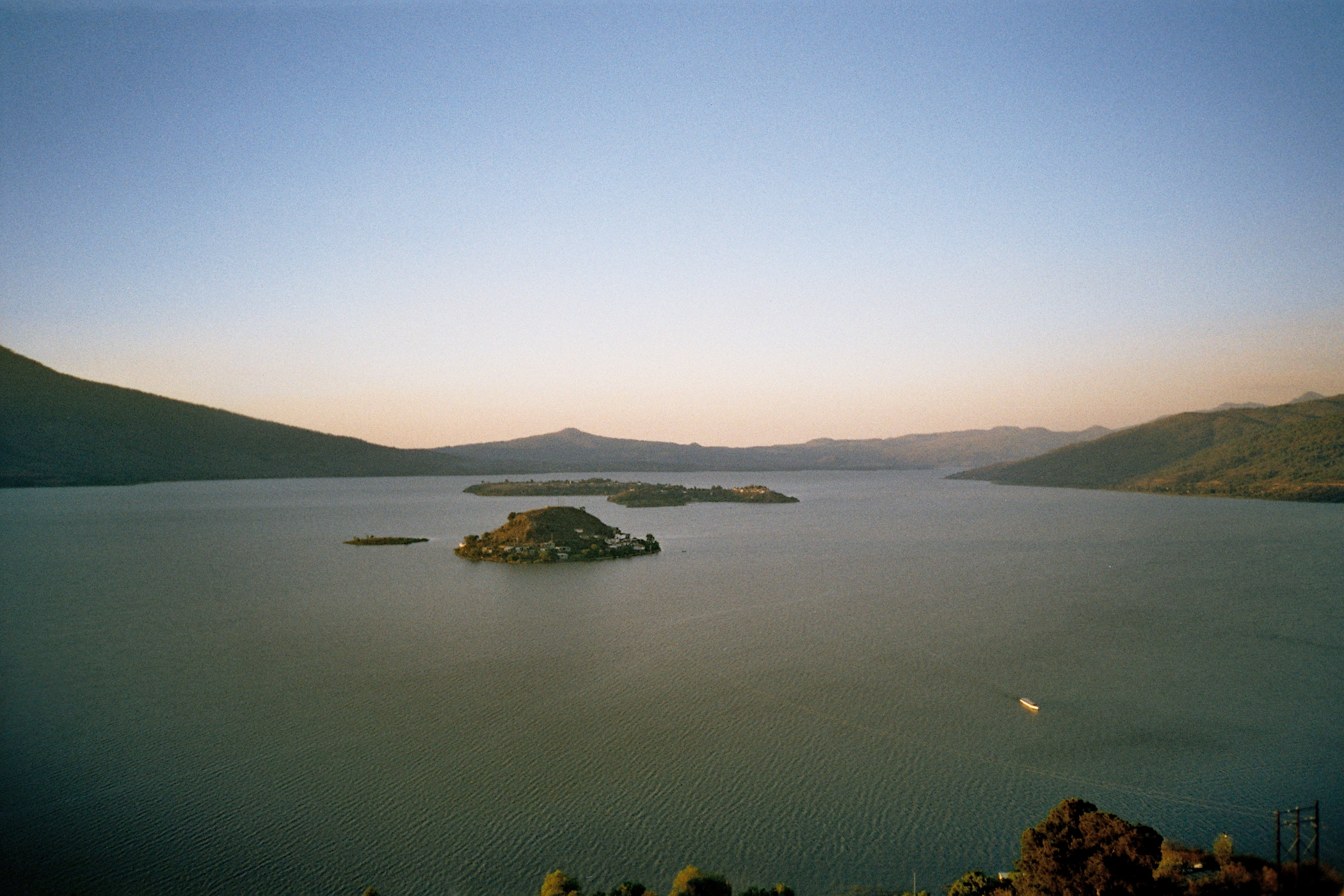
Jezioro Patzucuaro
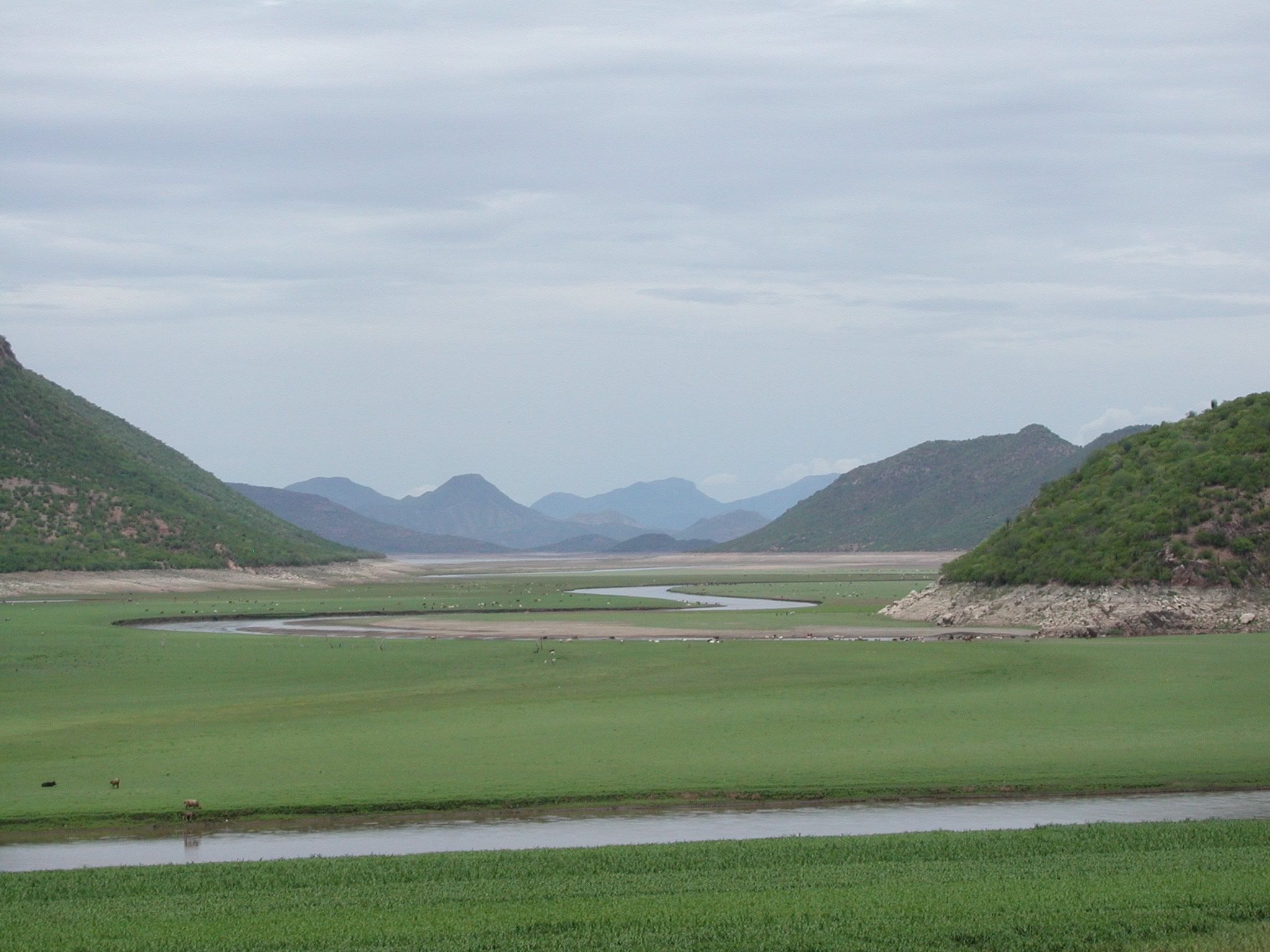
Arroyo de Michoacán
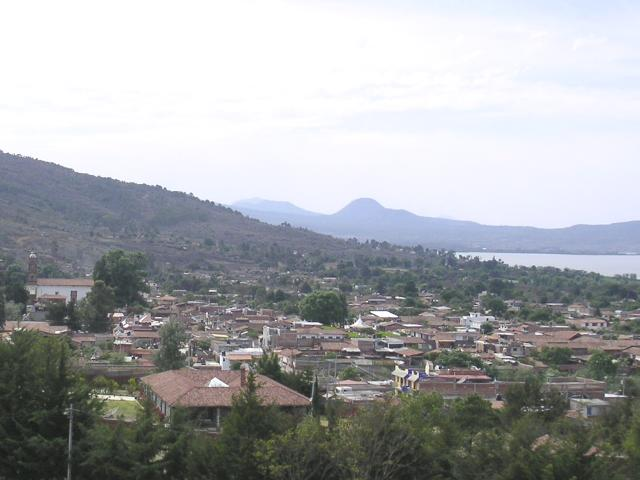
Tzintzuntzan
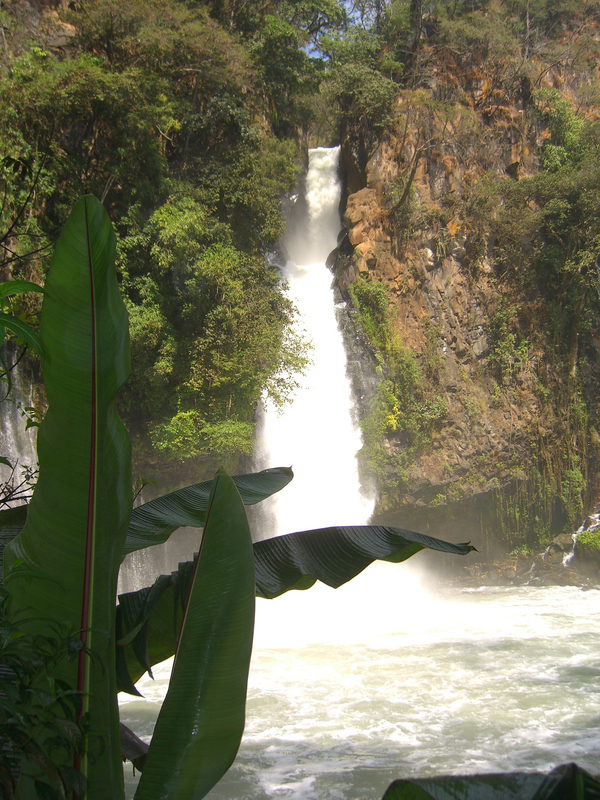
Park Narodowy Uruapan